# Regional Municipality of Niagara
Regional Municipality of Niagara är en sekundärkommun (regional municipality) i den kanadensiska provinsen Ontario. Den ligger i den sydöstra delen av landet, 400 km sydväst om landets huvudstad Ottawa. Den bildades 1970 genom ett sammangående mellan Lincoln County och Welland County.
Niagara är i sin tur indelad i tolv stycken primärkommuner.
- Fort Erie
- Grimsby
- Lincoln
- Niagara Falls
- Niagara-on-the-Lake
- Pelham
- Port Colborne
- St. Catharines
- Thorold
- Wainfleet
- Welland
- West Lincoln

I öster gränsar Niagara mot Niagara County i öster, Erie County i sydost, båda på andra sidan gränsen till USA. I norr återfinns Ontariosjön och i söder Eriesjön. I väster återfinns Hamilton och Haldimand County.

## Politik
Regionen styrs av ett valt fullmäktige bestående av 30 ledamöter. Mandatperioderna är fyra år. Tolv av ledamöterna är borgmästare i respektive primärkommun. De övriga arton representerar sina kommuner. Regionens ordförande (Regional chair) som också fungerar som dess verksamhetschef, väljs av fullmäktige inom gruppen av dem själva. Ordföranden lämnar därefter över sin plats i fullmäktige till en ersättare.